# Terranova Sappo Minulio
Terranova Sappo Minulio là một đô thị ở tỉnh Reggio Calabria trong vùng Calabria, Ý, có cự ly khoảng 80 km về phía tây nam của Catanzaro và khoảng 35 km về phía đông bắc của Reggio Calabria. Tại thời điểm ngày 31 tháng 12 năm 2004, đô thị này có dân số 556 người và diện tích là 9 km².
Terranova Sappo Minulio giáp các đô thị: Molochio, Taurianova, Varapodio.